# 2022年上海合作组织撒马尔罕峰会
2022年上海合作组织撒马尔罕峰会，又称上海合作组织成员国元首理事会第二十二次会议是上海合作组织第22次成员国元首理事会，于2022年9月15日至16日在乌兹别克斯坦撒馬爾罕召開。

## 過程
出席會議的中共中央总书记、中国国家主席习近平会见了俄罗斯总统弗拉基米尔·普京。會談結束後普京承认中方对特別軍事行動有些“担忧和质疑”。
俄罗斯总统弗拉基米尔·普京还会见了印度总理纳伦德拉·莫迪。纳伦德拉·莫迪表示現今戰爭已不是主流。
吉尔吉斯斯坦和塔吉克斯坦领导人則就2022年吉爾吉斯－塔吉克邊境衝突展開討論。
伊朗方面表示希望成為上合組織成員國並正式為此提出申請。土耳其也表示希望有朝一日能成為上合組織成員國，但未提出正式申請。

## 会议记录
该次会议中，中国共产党总书记、中国国家主席习近平会见了俄罗斯总统普京。普京在会面中承认，中方对俄罗斯入侵乌克兰表达了关切以及提出了一些问题。
普京还会见了印度总理纳伦德拉·莫迪。莫迪在会见中表示当今时代不是战争时代。
吉尔吉斯斯坦与塔吉克斯坦领导人也举行了会议，讨论2022年吉尔吉斯斯坦与塔吉克斯坦之间的边境冲突，而该冲突在峰会期间升级。
伊朗正式提交加入上海合作组织的申请，预计一年内生效。
土耳其也宣布了未来加入的意向。

## 成员国领导人及其他政要出席

### 成员国

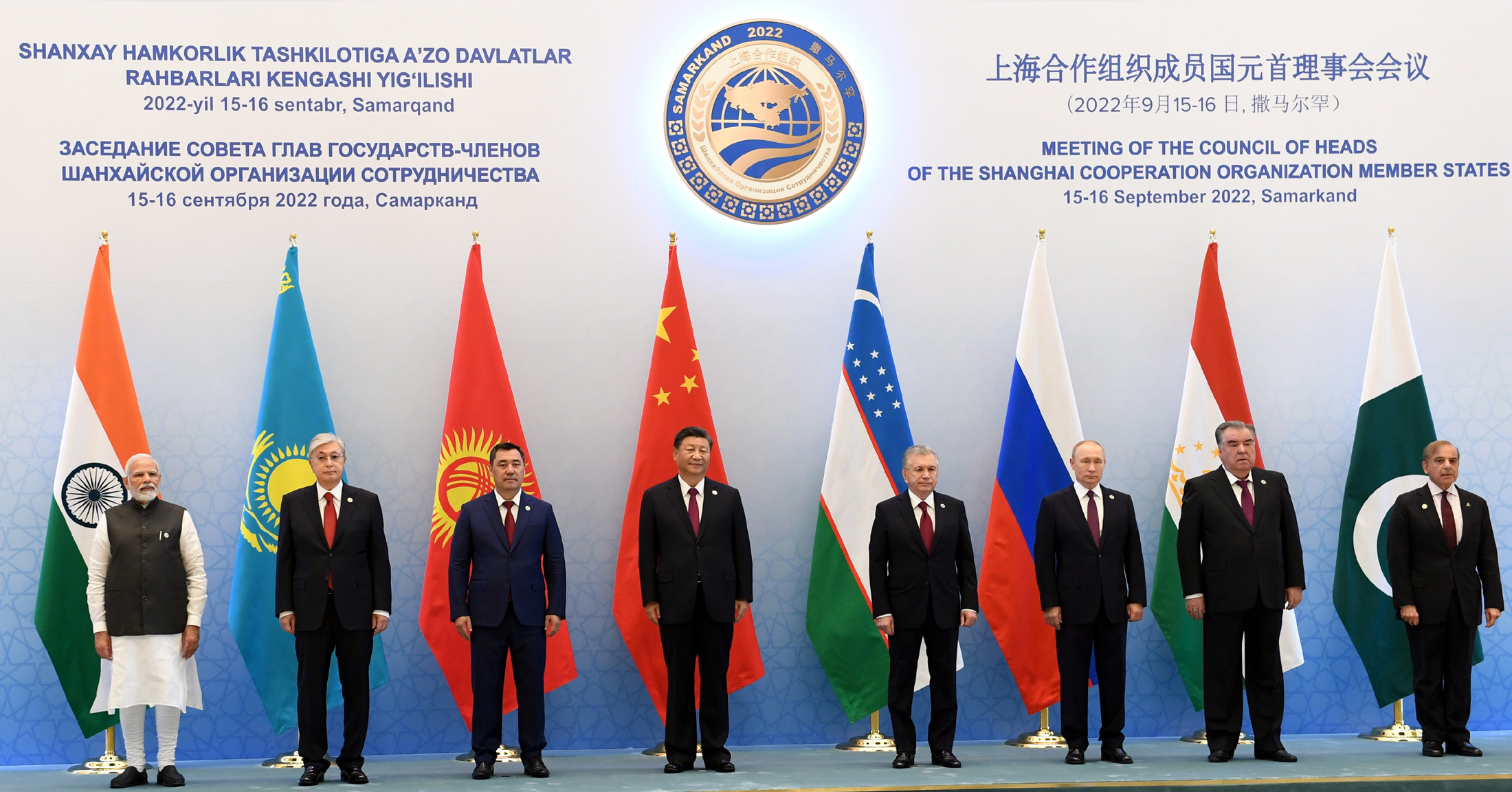
上合组织成员国元首。

- 中國 – 中共中央总书记、中国国家主席 习近平
- 印度 – 印度总理 纳伦德拉·莫迪
- – 哈萨克斯坦总统 卡西姆若马尔特·托卡耶夫
- – 吉尔吉斯斯坦总统 萨德尔·扎帕罗夫
- 巴基斯坦 – 巴基斯坦总理 夏巴茲·謝里夫
- 俄羅斯 – 俄罗斯总统 弗拉基米尔·普京
- – 塔吉克斯坦总统 埃莫马利·拉赫蒙
- – 乌兹别克斯坦总统 肖開提·米爾則亞耶夫

### 观察員国
- 白俄羅斯 – 白俄罗斯总统 亚历山大·卢卡申科
- 伊朗 – 伊朗总统 易卜拉欣·莱希
- 蒙古国 – 蒙古国总统 乌赫那·呼日勒苏赫

### 特邀嘉宾
- – 阿塞拜疆总统 伊利哈姆·阿利耶夫[12]
- 土耳其 – 土耳其总统 雷杰普·塔伊普·埃尔多安[13]
- – 土库曼斯坦总统 谢尔达尔·别尔德穆哈梅多夫[14]

### 国际组织
- 集体安全条约组织
- 獨立國家聯合體
- 亚洲相互协作与信任措施会议
- 经济合作组织
- 欧亚经济联盟
- 联合国

### 成果
2022年9月16日，上海合作組織成員國元首簽署《撒馬爾罕宣言》。